# Lavre
Lavre is een plaats (freguesia) in de Portugese gemeente Montemor-o-Novo en telt 887 inwoners (2001).